# Rockford IceHogs
Rockford IceHogs je profesionální americký klub ledního hokeje, který sídlí v Rockfordu ve státě Illinois. Do AHL vstoupil v ročníku 2007/08 a hraje v Centrální divizi v rámci Západní konference. Klubové barvy jsou červená, černá a bílá.
Své domácí zápasy hrají „Ledoví vepři“ v tamní aréně BMO Harris Bank Center. Jedná se o záložní celek mužstva NHL Chicago Blackhawks. Klub hraje v soutěži od roku 2007, kdy v ní nahradil celek Cincinnati Mighty Ducks, bývalou farmu klubu NHL Anaheim Ducks.
Tým s názvem Rockford IceHogs hrál v letech 1999–2007 nižší soutěž UHL.

## Umístění v jednotlivých sezonách
Stručný přehled
Zdroj:
- 2007–2011: American Hockey League (Západní divize)
- 2011–2015: American Hockey League (Středozápadní divize)
- 2015– : American Hockey League (Centrální divize)

Jednotlivé ročníky
Zdroj:
Legenda: Z – zápasy, V – výhry, P – porážky, PP – porážky v prodloužení či na samostatné nájezdy, VG – vstřelené góly, OG – obdržené góly, B – body
| USA / Kanada (2007 – ) |                            |        |    |    |    |    |     |     |    |        |
| Sezóny                 | Liga                       | Úroveň | Z  | V  | PP | P  | VG  | OG  | B  | Pozice |
| 2007/08                | AHL (Západní divize)       | 2      | 80 | 44 | 10 | 26 | 247 | 231 | 98 | 2.     |
| 2008/09                | AHL (Západní divize)       | 2      | 80 | 40 | 6  | 34 | 229 | 220 | 86 | 4.     |
| 2009/10                | AHL (Západní divize)       | 2      | 80 | 44 | 6  | 30 | 226 | 226 | 94 | 3.     |
| 2010/11                | AHL (Západní divize)       | 2      | 80 | 38 | 9  | 33 | 216 | 245 | 85 | 8.     |
| 2011/12                | AHL (Středozápadní divize) | 2      | 76 | 35 | 9  | 32 | 207 | 228 | 79 | 5.     |
| 2012/13                | AHL (Středozápadní divize) | 2      | 76 | 42 | 3  | 31 | 246 | 225 | 87 | 3.     |
| 2013/14                | AHL (Středozápadní divize) | 2      | 76 | 35 | 9  | 32 | 234 | 262 | 79 | 4.     |
| 2014/15                | AHL (Středozápadní divize) | 2      | 76 | 46 | 7  | 23 | 222 | 180 | 99 | 2.     |
| 2015/16                | AHL (Centrální divize)     | 2      | 76 | 40 | 14 | 22 | 214 | 205 | 94 | 3.     |
| 2016/17                | AHL (Centrální divize)     | 2      | 76 | 25 | 12 | 39 | 175 | 246 | 62 | 8.     |
| 2017/18                | AHL (Centrální divize)     | 2      | 76 | 40 | 8  | 28 | 239 | 234 | 88 | 4.     |
| 2018/19                | AHL (Centrální divize)     | 2      | 76 | 35 | 10 | 31 | 184 | 214 | 80 | 7.     |
| 2019/20                | AHL (Centrální divize)     | 2      | 63 | 29 | 4  | 30 | 156 | 187 | 62 | 5.     |

### Play-off
| Sezona  | 1. kolo                                    | 2. kolo                                    | Finále konference                          | Finále Calder Cupu                         |
| ------- | ------------------------------------------ | ------------------------------------------ | ------------------------------------------ | ------------------------------------------ |
| 2007/08 | postup, 4—1, Houston                       | porážka, 3—4, Chicago                      | —                                          | —                                          |
| 2008/09 | porážka, 0—4, Milwaukee                    | —                                          | —                                          | —                                          |
| 2009/10 | porážka, 0—4, Texas                        | —                                          | —                                          | —                                          |
| 2010/11 | mužstvo se nekvalifikovalo                 | mužstvo se nekvalifikovalo                 | mužstvo se nekvalifikovalo                 | mužstvo se nekvalifikovalo                 |
| 2011/12 | mužstvo se nekvalifikovalo                 | mužstvo se nekvalifikovalo                 | mužstvo se nekvalifikovalo                 | mužstvo se nekvalifikovalo                 |
| 2012/13 | mužstvo se nekvalifikovalo                 | mužstvo se nekvalifikovalo                 | mužstvo se nekvalifikovalo                 | mužstvo se nekvalifikovalo                 |
| 2013/14 | mužstvo se nekvalifikovalo                 | mužstvo se nekvalifikovalo                 | mužstvo se nekvalifikovalo                 | mužstvo se nekvalifikovalo                 |
| 2014/15 | postup, 3—0, Texas                         | porážka, 1—4, Grand Rapids                 | —                                          | —                                          |
| 2015/16 | porážka, 0—3, Lake Erie                    | —                                          | —                                          | —                                          |
| 2016/17 | mužstvo se nekvalifikovalo                 | mužstvo se nekvalifikovalo                 | mužstvo se nekvalifikovalo                 | mužstvo se nekvalifikovalo                 |
| 2017/18 | postup, 3—0, Chicago                       | postup, 4—0, Manitoba                      | porážka, 2—4, Texas                        | —                                          |
| 2018/19 | mužstvo se nekvalifikovalo                 | mužstvo se nekvalifikovalo                 | mužstvo se nekvalifikovalo                 | mužstvo se nekvalifikovalo                 |
| 2019/20 | sezona nedohrána kvůli pandemii koronaviru | sezona nedohrána kvůli pandemii koronaviru | sezona nedohrána kvůli pandemii koronaviru | sezona nedohrána kvůli pandemii koronaviru |

## Klubové rekordy

### Za sezonu
Góly: 35, Troy Brouwer (2008/09)
Asistence: 67, Martin St. Pierre (2007/08)
Body: 88, Martin St. Pierre (2007/08)
Trestné minuty: 245, Kyle Hagel (2010/11)
Čistá konta: 5, Mike Leighton (2014/15 a 2015/16)
Vychytaná vítězství: 29, Corey Crawford (2007/08)
Průměr obdržených branek: 2.20, Scott Darling (2014/15)
Procento úspěšnosti zákroků: .927, Scott Darling (2014/15)

### Celkové
Góly: 90, Jeremy Morin
Asistence: 132, Brandon Pirri
Body: 200, Brandon Pirri
Trestné minuty: 488, Jake Dowell
Odehrané zápasy: 340, Jake Dowell